# Iglesia de la Anunciación (Roma)
La iglesia de la Anunciación en el Colegio Romano (en italiano, chiesa della SS. Annunziata al Collegio Romano) era un templo católico de Roma que sirvió como iglesia al Collegio Romano, institución educativa de la Compañía de Jesús.

## Historia

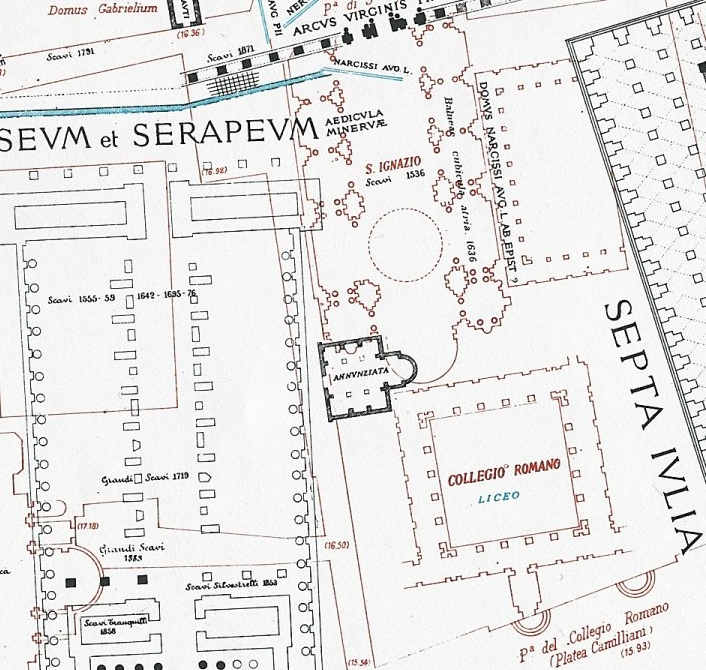
La ubicación de la iglesia (negro) frente a las construcciones actuales (rojo) (Lanciani, 1893-1901)

El origen de la iglesia se encuentra en el intento de fundación de un convento de clarisas por parte de la dama romana Vittoria Frangipane della Tolfa, marchesa della Valle y viuda del príncipe Camillo Orsini. La muerte del papa Pablo IV, tío carnal materno de Vittoria, en 1559 frustró esta fundación y el sucesor de este, Pío IV tomó interés en el Collegio Romano y por mediación del cardenal Giovanni Girolamo Morone consiguió que esta dama viuda donase sus propiedades al Collegio Romano en 1560. La donación tuvo, entre otras condiciones, la de construir a sus expensas la iglesia de la Anunciata sobre los cimientos realizados en 1555 para la frustrada fundación de clarisas. Siguiendo esta obligación y según diseños del jesuita maestro Giovanni Tristano (1515-1575) la construcción del templo se completó en 1564. Tristano contó con la colaboración del también jesuita Giovanni de Rosis.En los años posteriores se decoró el templo, así, entre 1566 y 1567, Federico Zuccaro pintó el fresco de la Anunciación que decoraba su ábside. El 25 de marzo de 1567, festividad de la Anunciación, fue inaugurada la iglesia.
En 1577 la iglesia fue representada en la Planta de Roma realizada por Pérac-Lafréry bajo el número 66 y la leyenda: Templum S. Mariae Annuntiatae Iesuitarum.
Durante su existencia y en su condición de templo adscrito al Colegio Romano, fue lugar de culto y devoción para jesuitas insignes como los futuros santos Luis Gonzaga y Juan Berchmans, el venerable misionero Abraham de Giorgiis y otros. 
En 1626 fue demolida en su mayor parte para que en lugar se construyera la iglesia de San Ignacio, una de las mayores de la Roma de su tiempo. Aún se conserva una parte de la antigua iglesia de la Anunciación que sirve de antesacristía de la de San Ignacio, en la parte sudeste de la misma.
Por otro lado, su advocación y función como lugar de reunión de la Congregación de la Anunciación de la Beata Virgen María conocida como Prima Primaria, fue heredada por una capilla homónima que aún se conserva en el Colegio Romano.
En la iglesia de San Ignacio se conserva una inscripción en memoria de Vittoria Frangipani della Tolfa, sobre la fundación de la iglesia.

## Descripción

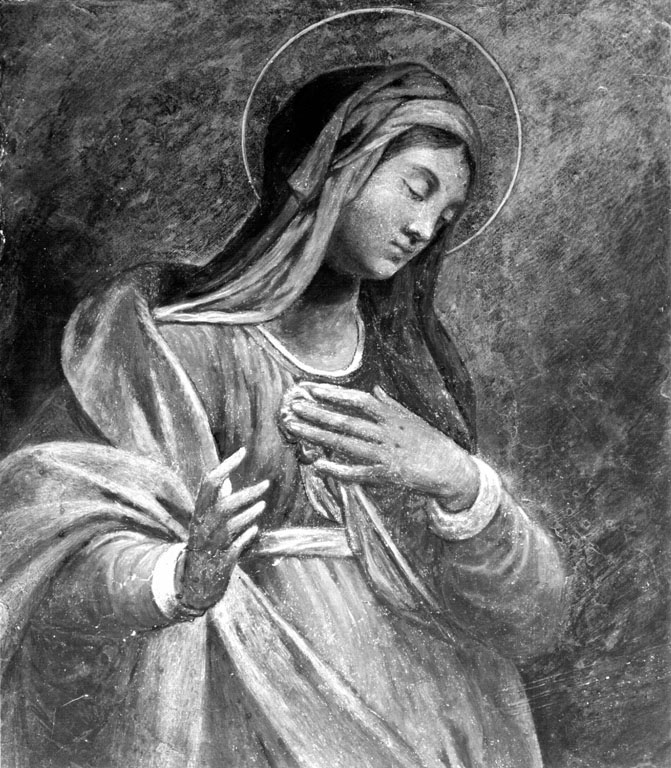
Parte supérstite del fresco que decoraba el ábside de la iglesia.

La iglesia era de proporciones modestas, contaba con tres naves. La principal de estas se coronaba con un ábside que fue pintado al fresco por Federico Zuccaro representando la Anunciación. Parte de este fresco se conserva en la capilla Ludovisi, en el lado del Evangelio de la iglesia de San Ignacio, que se levantó en el lugar de la iglesia de la Anunciación.Además existían al menos cuatro capillas: la del Crucifijo, la de Nuestra Señora, la de San Sebastián y la de San Luis Gonzaga, donde fue enterrado inicialmente este santo.
Además en el interior y fachada de la iglesia se disponían los escudos de los fundadores, Camillo Pardo Orsini y Vittoria Frangipani della Tolfa.

## Galería

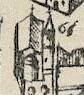
La iglesia desde su parte posterior, en que puede apreciarse el ábside (det. de la Planta de Roma de Pérac-Lafréry)
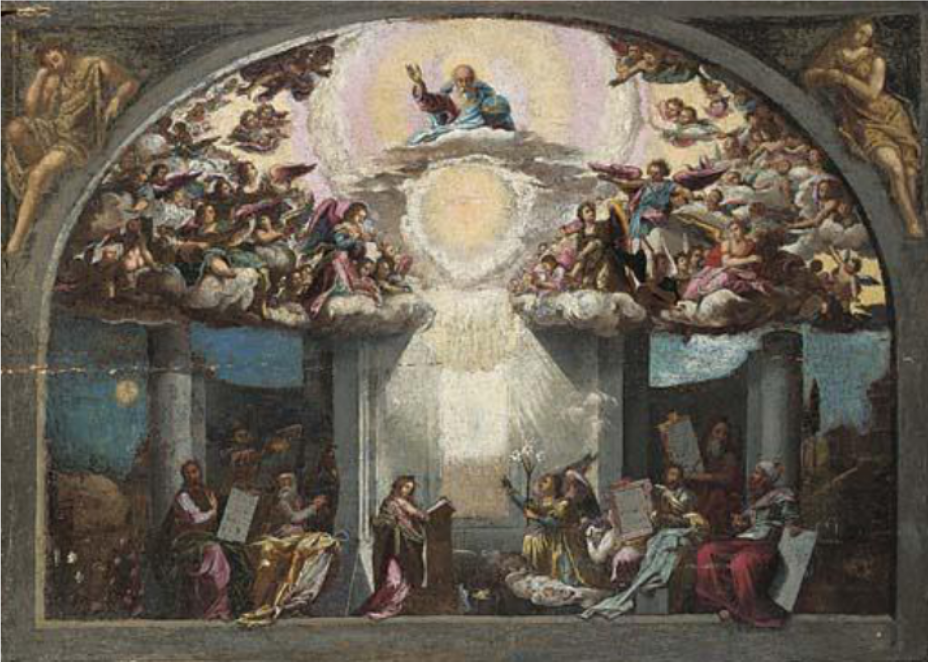
Copia del fresco que presidía el ábside de la iglesia.
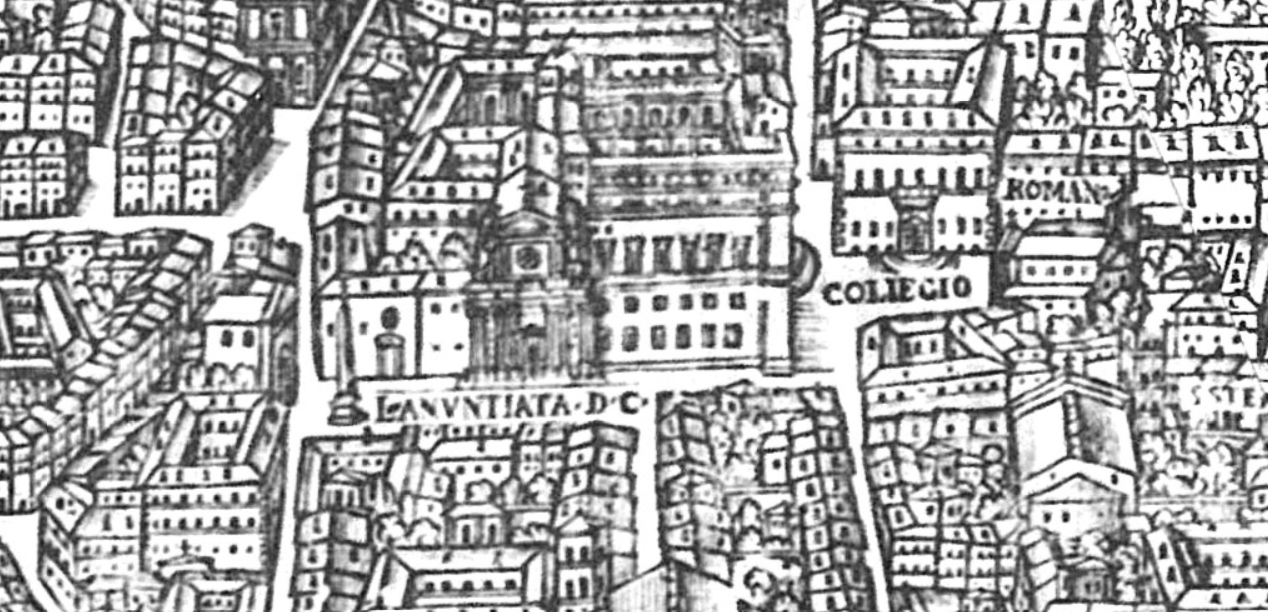
La iglesia en el centro de un detalle de la Pianta prospettica di Roma (1625).